# BOD1
BOD1 (англ. Biorientation of chromosomes in cell division 1) – білок, який кодується однойменним геном, розташованим у людей на 5-й хромосомі. Довжина поліпептидного ланцюга білка становить 185 амінокислот, а молекулярна маса — 19 196.
| 10         |  | 20         |  | 30         |  | 40         |  | 50         |
| ---------- |  | ---------- |  | ---------- |  | ---------- |  | ---------- |
| MADGGGGGGT |  | GAVGGGGTSQ |  | ASAGAATGAT |  | GASGGGGPIN |  | PASLPPGDPQ |
| LIALIVEQLK |  | SRGLFDSFRR |  | DCLADVDTKP |  | AYQNLRQKVD |  | NFVSTHLDKQ |
| EWNPTMNKNQ |  | LRNGLRQSVV |  | QSGMLEAGVD |  | RIISQVVDPK |  | LNHIFRPQIE |
| RAIHEFLAAQ |  | KKAAVPAPPP |  | EPEGQDPPAP |  | SQDTS      |  |            |

A: Аланін

C: Цистеїн

D: Аспарагінова кислота

E: Глутамінова кислота

F: Фенілаланін

G: Гліцин

H: Гістидин

I: Ізолейцин

K: Лізин

L: Лейцин

M: Метіонін

N: Аспарагін

P: Пролін

Q: Глутамін

R: Аргінін

S: Серин

T: Треонін

V: Валін

W: Триптофан

Задіяний у таких біологічних процесах, як клітинний цикл, поділ клітини, мітоз, альтернативний сплайсинг. 
Локалізований у цитоплазмі, цитоскелеті, хромосомах, центромерах, кінетохорі.